# Sansón de Constantinopla
Sansón de Constantinopla o Sansón el Hospitalario (Sampson, Σαμψών), malnombrado ὁ ξενο?ό χος, o "Hospitum Exceptor" fue un religioso romano, médico y fundador de un hospital. Es venerado como santo por diversas confesiones cristianas.

## Biografía
Había nacido en Roma, de familia noble en el siglo V. Estudió medicina; cristiano y muy piadoso, no ejercía la profesión por afán de lucro sino para ayudar a los pobres, a los que asistió gratuitamente y con mucho éxito. De joven fue a Constantinopla donde se dedicó a los mismos menesteres y convirtió su casa en un hospital. Fue ordenado sacerdote cuando tenía unos treinta años. Se hizo amigo del emperador Justiniano I del que curó de una enfermedad y al que convenció para que construyera un hospital en lugar de recompensarle personalmente.
Murió hacia 531 en Constantinopla. Su hospital, cercano a santa Sofía, fue dos veces destruido por el fuego pero reconstruido y dio servicio durante más de seis siglos.

## Veneración
Se le atribuyen diferentes milagros y fue canonizado por las iglesias romana y griega; su memoria se conmemora el 27 de junio. Sansón fue exhumado en la iglesia del Santo Mártir Mocio de Constantinopa.
Un 27 de junio, Pedro I de Rusia venció a los suecos en la batalla de Poltava; eso hizo que construyera la Catedral de San Sansón en San Petersburgo y su veneración se extendió en Rusia.
Para la Iglesia ortodoxa forma parte de los santos anárgiros.